# Meschyhirja (Residenz)

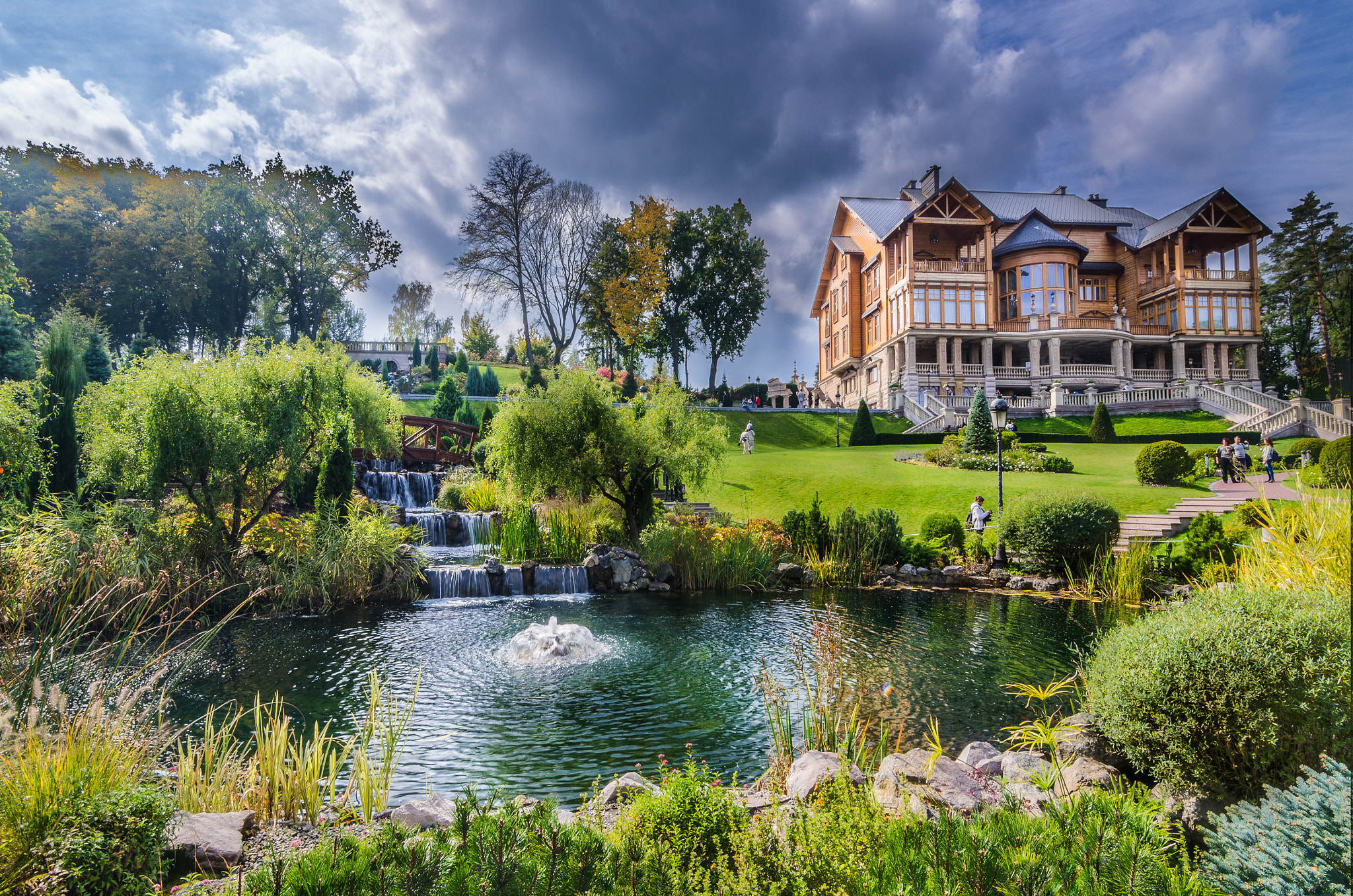
Hauptgebäude

Meschyhirja (ukrainisch Межигірʼя; russisch Межигорье/Meschigorje) war die private Residenz des bis zum 22. Februar 2014 amtierenden Präsidenten der Ukraine, Wiktor Janukowytsch.

## Beschreibung
Das Anwesen liegt in Nowi Petriwzi nördlich der Hauptstadt Kiew am Ufer des zum Kiewer Meer angestauten Dnepr. Auf dem Gelände stand vormals das Kloster Meschyhirja, das 1918 geschlossen und 1935 nach einem Beschluss des Politbüros bis 1936 abgerissen wurde.
Das gesamte Grundstück ist etwa 137 Hektar groß, zu Zeiten der Sowjetunion befand es sich im Besitz der KP der Ukraine, später diente es als Gästehaus des ukrainischen Staates. Janukowytsch bewohnte das Haus erstmals während seiner ersten Amtszeit als Ministerpräsident 2002 und mietete es später zu einem auffallend niedrigen Preis. Medienberichten zufolge habe sich Janukowytsch später die staatliche Immobilie auf undurchsichtige Art und Weise angeeignet und anschließend, weitgehend auf Kosten des Staates, in eine luxuriöse Residenz umgebaut. Den Erwerb der Immobilie habe er hinter Strohfirmen im Ausland verschleiert.
Das Anwesen umfasst einen Yachtkai, eine Schießanlage, einen Zoo, eine Reitanlage und weitere Komplexe sowie ein privates Jagdgebiet. Meschyhirja ist umgeben von einer bis zu fünf Meter hohen Mauer und gehört zu einem Flugsperrgebiet. Die Residenz wurde von der Spezialeinheit Berkut bewacht sowie durch Fliegerabwehrsysteme geschützt.
Nachdem sich Janukowytsch in der Nacht zum 22. Februar 2014 nach Charkiw abgesetzt hatte, wurde die Residenz von Protestierenden des Euromaidan besetzt und zum „Volksmuseum der Korruption“ erklärt, auch um Vandalismus zu verhindern.
Im Teich vor der Residenz wurden eilig entsorgte Dokumente gefunden. Einige hundert davon konnten aus dem Wasser gefischt werden und sind jetzt auf einer extra eingerichteten Website namens Yanukovychleaks zu sehen.
In der Fernsehserie Diener des Volkes dient Meschyhirja als Residenz des ukrainischen Präsidenten Holoborodko (Wolodymyr Selenskyj).